# Commonwealth (aree insulari degli Stati Uniti d'America)
L'espressione Commonwealth, usata per aree insulari degli Stati Uniti, indica un territorio organizzato o una colonia che ha instaurato con il governo federale una relazione più sviluppata, che può essere trasfusa in un accordo scritto. Attualmente due aree insulari godono dello status di commonwealth, le Isole Marianne Settentrionali e Porto Rico. Nel 1976, il Congresso  approvò la Convenzione per stabilire il Commonwealth delle Marianne Settentrionali in unione politica con gli Stati Uniti. Nel caso di Porto Rico non c'è stato un accordo scritto in tal senso.
Il Commonwealth delle Filippine mantenne tale status dal 15 novembre 1935 al 4 luglio 1946, quando gli Stati Uniti riconobbero l'indipendenza e la sovranità delle Filippine. Tra le attuali aree insulari degli Stati Uniti tale termine fu usato per la prima volta per Porto Rico nel 1952. Venne usata la dizione Commonwealth of Puerto Rico, in quanto la traduzione letterale in inglese del nome ufficiale di Porto Rico (Estado Libre Asociado de Puerto Rico) sarebbe "Stato libero associato di Porto Rico", termine non accettabile per il Congresso.
Nel maggio 2022, i membri del Congresso che sponsorizzano progetti di legge in competizione su come risolvere lo status territoriale di Porto Rico e le sue relazioni con gli Stati Uniti si sono uniti per introdurre una nuova legislazione che combina entrambi. La legislazione proposta combina elementi del disegno di legge pro-stato introdotto dal rappresentante Darren Soto, D-Fla., e dalla rappresentante Jenniffer González, membro del Congresso senza diritto di voto di Porto Rico e repubblicano, insieme alla legge sull'autodeterminazione di Porto Rico dei rappresentanti. Alexandria Ocasio-Cortez e Nydia Velázquez, entrambe democratiche di New York. Il progetto di legge afferma che un plebiscito per risolvere lo status politico di Porto Rico si terrà il 5 novembre 2023.
Nell'aprile 2023, lo Status Act di Porto Rico, che cerca di risolvere il suo status territoriale e il suo rapporto con gli Stati Uniti attraverso un plebiscito vincolante a livello federale, è stato reintrodotto alla Camera dai Democratici..